# Ny Geminorum
Ny Geminorum (ν Gem) är en dubbelstjärna och möjligen en multipelstjärna i stjärnbilden Tvillingarna. Den har en skenbar magnitud på 4,16 och är synlig för blotta ögat under en mörk natt. Baserat på en årlig parallaxförskjutning på 5,99 mas, befinner den sig på ett avstånd av ca 540 ljusår från solen.

## Egenskaper
Huvudkomponenterna i denna potentiella multipelstjärna har en omloppstid på 18,75 år och en excentricitet på 0,297. Det råder stor osäkerhet om spektraltypen, men klassificeringar som gjorts sträcker sig från en stjärna i huvudserien till en jättestjärna. Dess spektra indikerar närvaro av en Be-stjärna i konstellationen.